# Книга заповедей
«Кни́га за́поведей» (оригинал — араб. كتاب الفرائض‎ [kʲɪˈtab alʲfərɐˈið], Кита́б аль-фараи́д; перевод — ивр. ספר המצוות‎ [ˈsɛfʲɪr ɐmʲɪsˈvoθ], Се́фер ха-мицво́т) — свод 613 заповедей, написанный Маймонидом на арабском языке. Состоит из 248 «повелительных» заповедей и 365 «запретительных». Является одной из многих попыток кодификации заповедей Торы, предпринятых средневековыми раввинами. «Книга заповедей» стала основой написания последующего труда Маймонида, книги «Мишне Тора».
Нахманид, один из критиков, отмечал, что Маймонид нарушил свои же принципы составления свода заповедей, когда включил заповеди, относящиеся только к отдельным лицам.
Сегодня движением Хабад Маймонидовы заповеди повторяются ежедневно.

## Принципы
Маймонид, исследовав палестинский и вавилонский Талмуды, составил конспект 613 заповедей, который послужил основанием написания книги «Мишне Тора», каждая глава которой начата перечнем рассматриваемых в ней заповедей. «Мишне Тора» содержит 14 глав и основана на 14 принципах, поэтому также носит название «Йад» (יד‎ — «14»). В «Книге заповедей» каждая заповедь снабжена исчерпывающим комментарием и указанием части Талмуда, откуда она взята. В предисловии «Книги заповедей» перечислены 14 принципов, по которым была сделана кодификация:
1. Учитывать заповеди Торы (но не многочисленные постановления раввинов).
2. Учитывать ясные заповеди Торы (но не толкования раввинов).
3. Учитывать заповеди «на века» (но не «ситуационные», например, Чис. 21:8).
4. Учитывать однозначные заповеди (но не расплывчатые, например, Исх. 23:13).
5. Заповедь не засчитывается автоматически (например, Втор. 24:4).
6. Считаются двумя заповедями, если фраза содержит одновременно и повеление и запрет (например, Втор. 22:29).
7. Даже если заповедь упомянута в разных случаях, она считается за одну.
8. Отрицательная фраза не засчитывается запретительной заповедью автоматически (например, Втор. 26:14).
9. Учитывать действие (но не количество раз, которые это действие описано в Торе).
10. Описание заповеди не может являться отдельной заповедью.
11. Даже если заповедь составлена из нескольких частей, все они — одна заповедь (например, Лев. 24:5).
12. Даже если действие состоит из нескольких этапов, считать их вкупе за одно (например, Лев. 23:40).
13. Дни выполнения заповеди не засчитываются (например, Лев. 23:36).
14. Наказание за грех не засчитывается.